# قرار مجلس الأمن التابع للأمم المتحدة رقم 529
قرار مجلس الأمن التابع للأمم المتحدة رقم 529، المتخذ في 18 كانون الثاني / يناير 1983، بعد التذكير بالقرارات 425 (1978)، 426 (1978)، 508 (1982)، 509 (1982) و519 (1982)، وكذلك دراسة تقرير الأمين العام حول قوة الأمم المتحدة المؤقتة في لبنان (اليونيفيل)، قرر المجلس تمديد ولاية اليونيفيل حتى 19 يوليو 1983.
ثم طلب المجلس من الأمين العام تقديم تقرير عن التقدم المحرز فيما يتعلق بتنفيذ القرار.
تم اعتماد القرار بأغلبية 13 صوتًا، مع امتناع عضوين عن التصويت من جمهورية بولندا الشعبية والاتحاد السوفيتي.